# Pseudagrion aguessei
Pseudagrion aguessei – gatunek ważki z rodziny łątkowatych (Coenagrionidae). Występuje w Afryce Zachodniej (Benin, Mali, Sierra Leone), ale stwierdzono go także w Sudanie Południowym. 